# جورج أتكينسون (لاعب كرة قدم أمريكية)
جورج أتكينسون (بالإنجليزية: George Atkinson)‏ هو لاعب كرة قدم أمريكية أمريكي، ولد في 4 يناير 1947 في سافانا في الولايات المتحدة.

## وصلات خارجية
- جورج أتكينسون على موقع مرجع كرة القدم المحترفة.كوم (الإنجليزية)
- جورج أتكينسون على موقع قاعة جورجيا للمشاهير الرياضية (مؤرشف) (الإنجليزية)
- جورج أتكينسون على موقع IMDb (الإنجليزية)